# Bitva v Sundském průlivu
Bitva v Sundském průlivu byla námořní bitva první fáze pacifické kampaně druhé světové války. Proběhla v noci z 28. února na 1. března 1942 u severního konce Sundského průlivu když dva spojenecké křižníky (následované jedním torpédoborcem) při ústupu z Jávského moře narazily na japonský západní invazní konvoj a jeho doprovod. Všechny tři spojenecké lodě byly potopeny a Japonci se úspěšně vylodili na západní Jávě.

## Situace před bitvou
Po katastrofální porážce spojenců v bitvě v Jávském moři 27. února 1942 zbylo spojencům na Jávě pouze několik plavidel. 28. února kotvily v Sarubaji těžký křižník HMS Exeter a 7 torpédoborců. V Batávii kotvil těžký křižník USS Houston, lehký křižník HMAS Perth a torpédoborec Hr. Ms. Evertsen. Spojenecké velení rozhodlo, že tyto lodě budou z oblasti evakuovány. Jako první odpluly ze Surabaye 4 torpédoborce USS John D. Edwards, USS Paul Jones, USS John D. Ford a USS Alden pod velením fregatního kapitána Binforda, kterým se povedlo proklouznout Balijským průlivem do Indického oceánu.
Houston a Perth vypluly z Batávie 28. února v 19:30 a jejich cílem bylo proplout Sundským průlivem mezi Sumatrou a Jávou do Indického oceánu. Se zpožděním je následoval i Evertsen. Předchozí den touto cestou unikla skupina lodí z Batávie a cesta měla být podle zpravodajských informací volná. K západní Jávě ale mezitím připlul japonský západní invazní svaz a jeho doprovod. Na Jávě se vyloďovalo 56 transportních lodí a jim přímou nebo vzdálenou podporu poskytovala skupina lodí pod velením kontradmirála Kurity ve složení 1 lehká letadlová loď Rjúdžó, 4 těžké křižníky (Suzuja, Kumano, Mikuma a Mogami), 3 lehké křižníky a 23 torpédoborců.

## Bitva
Krátce před 23. hodinou zahlédl japonský torpédoborec Fubuki obě spojenecké lodě. Fubuki vystřelil salvu 9 torpéd na spojenecké lodě, které se však torpédům stačily vyhnout. Torpéda pokračovala do zálivu, kde kotvily transportní lodě. Zde torpéda zasáhla a potopila minolovku W-2 a transportní lodě Sakura Maru a Horai Maru. Fubuki informoval japonské velení o přítomnosti cizích lodí. Proti spojeneckým lodím vyrazily těžké křižníky Mogami a Mikuma, lehký křižníky Natori a 9 torpédoborců. Nastala přestřelka po níž se krátce po půlnoci 1. března 1942 lehký křižník Perth potopil. O půl hodiny později se potopil i těžký křižník Houston. Z 1064 mužů, kteří byli na palubě, jich Japonci vylovili jen 368. Na palubě křižníku zahynul i jeho velitel Albert H. Rooks.

## Po bitvě
Zbývající plavbyschopné lodě v Surabayi (Exeter a dva torpédoborce) se pokusily o únik následující den, ale byly potopeny v bitvě u Baweanu.